# Panta Koina (zespół muzyczny)
Panta Koina – polski zespół punkrockowy założony w 2003 roku w Parczewie (woj. lubelskie). Zespół tworzy autorską muzykę punkrockową z elementami m.in. metalu, alternative oraz post-punk. W warstwie lirycznej dominują teksty autorskie, ale zespół wykonuje także muzykę do poezji m.in. Zbigniewa Jerzyny, Rafała Wojaczka oraz Michaiła Lermontowa. Utwory wykonywane są w języku polskim. Jako swoje miasto w oficjalnych prezentacjach zespół podaje Lublin.

## Nazwa
Nazwa zespołu została zaczerpnięta od tajnej, nielegalnej organizacji studenckiej Związek Przyjaciół Panta Koina. Fraza Panta Koina pochodzi z języka greckiego i oznacza Wszystko Wspólne (gr. Παντα Κοινα).

## Historia
Pierwsze próby założenia zespołu zostały podjęte przez Łukasza Piłasiewicza w 2001 roku. Ze względu na możliwości logistyczne i techniczne, jedynym przejawem działalności zespołu były spontaniczne jam session w warunkach garażowych. Pomimo szczerych chęci Łukaszowi nie udało się skompletować stałego składu, przez co prace nad konkretnym materiałem muzycznym były bardzo utrudnione.
Z powodu braków kadrowych regularne próby rozpoczęły się dopiero w 2003 r. Październikowym koncertem, który odbył się w już kultowym barze u Labamby zespół zainicjował małe tournée po ziemi parczewskiej. W związku z nadejściem zimy, zespół zaprzestał prób w garażu, w którym ze względu na niską temperaturę nie było możliwości przeprowadzenia prób. W roku 2004 ówcześni członkowie zespołu skupili się na tworzeniu materiału muzycznego oraz na ćwiczeniu własnych umiejętności.
Panta Koina ponownie podjęła działalność artystyczną w 2005 roku. Zespół zagrał kilka koncertów, zaliczając m.in. występ na lubelskim przeglądzie o nazwie Jednodniowy Akademicki Festiwal. Jako nagroda za zwycięstwo zespół wystąpił na deskach lubelskiej muszli koncertowej jako support przed Maleo Reggae Rockers i Voo Voo. Muzycy zespołu przekonani o sensie swojej twórczości nagrali niskim kosztem demo, na którym znalazły się trzy utwory. Niestety nagranie odbyło się już po wyjeździe perkusisty za granicę. Niedługo po nim Polskę opuścił wokalista, a rozkręcającą się muzyczną machinę powstrzymała postępująca emigracja, która spowodowała zawieszenie działalności zespołu w latach 2005–2009.
Muzycy Panta Koiny w latach 2001–2005:
- Łukasz Piłasiewicz – gitara rytmiczna
- Daniel Czapski – wokal
- Waldemar Miłocha „Miły” – gitara basowa
- Piotr Czapski – perkusja w latach (2001–2004)
- Hubert Bzoma – kongi
- Franek Tymosiewicz – perkusja w latach (2004–2005)

Zespół został reaktywowany w 2009 roku. Do Huberta Bzomy (który w międzyczasie zmienił profesję z kong na wokal) i Łukasza Piłasiewicza dołączyli Kacper Piłasiewicz (perkusja), Marcin Jerzyna (gitara basowa) i Robert Zapała (gitara prowadząca). Pomimo intensywnej pracy nad nowym materiałem, zespół w ciągu 2009 roku wystąpił na ponad 40 koncertach, w tym na wspólnych imprezach z zespołami tworzącymi historię polskiej sceny muzycznej, takimi jak Moskwa, Acid Drinkers, Jelonek, KSU, T-Love czy Kult. Dzięki wygranym na przeglądach rockowych udało się w 2011 roku zarejestrować materiał, epkę „Martwe miasta” składającą się z sześciu utworów. Martwe Miasta stanową skrócony, koncepcyjny zapis twórczości zespołu.
Niedługo po nagraniu koleje losu zmusiły Kacpra Piłasiewicza do rezygnacji z gry na perkusji. W jego miejsce do zespołu dołączył Jakub Dziarmaga, grający także w Altercore. W nowym składzie w roku 2011 zespół zagrał kilkanaście koncertów w Polsce m.in. wygrywając festiwal Rykowisko Live 2011 oraz biorąc udział w Półfinałach Przystanku Woodstock 2011. Od grudnia 2011 roku zespół rozpoczął realizację long playa, który został wydany w lutym 2013 roku.

## Skład zespołu
Obecny skład zespołu (stan na 25 marca 2012):
- Hubert Bzoma – wokal
- Robert Zapała – gitara prowadząca
- Łukasz Piłasiewicz – gitara rytmiczna
- Marcin Jerzyna – gitara basowa
- Jakub Dziarmaga – perkusja

## Wydawnictwa
Dotychczasowe wydawnictwa zespołu Panta Koina:
- Demo (2005)
- Martwe Miasta (2011)
- Pieśni ulic zniewolenia (2013)
- Naród nasz bardzo lubi kamienować (2015)
- 10 lat anarchii (2022)